# Silent Hill 4: The Room
Silent Hill 4: The Room là phần bốn trong series game kinh dị Silent Hill, một trong những loạt game kinh dị nổi tiếng thế giới cùng với Resident Evil. Game được phát hành lần đầu tiên tại Nhật Bản vào tháng 6 năm 2004 và tại các nước Bắc Mỹ và Châu Âu vào tháng 9 cùng năm. Đây là game dành cho các nền tảng PlayStation 2, Xbox và Microsoft Windows.
Không giống ba phiên bản trước và cả các phiên bản sau lấy bối cảnh tại thành phố Silent Hill, Silent Hill 4: The Room lấy bối cảnh tại thành phố giả tưởng South Ashfield cách Silent Hill không xa và nhân vật chính là Henry Townshend, người đang cố gắng tìm cách thoát khỏi căn phòng 302 kinh dị đang bị khóa chặt. Rồi anh khám phá ra một cánh cửa dẫn tới thế giới của những thế lực siêu nhiên, nơi mà có những kẻ không thể chết đang truy lùng mình. Trong suốt quá trình chơi thì người chơi phải quay lại căn phòng 302 nhiều lần để truy tìm những manh mối quan trọng và save game.

## Tóm tắt

### Cốt truyện
Henry Townshend chuyển đến sống tại căn hộ 302 trong khu chung cư South Ashfield Heights tại thành phố South Ashfield. Một ngày nọ Henry bắt đầu trải qua những cơn ác mộng kinh hoàng và những cơn đau đầu khủng khiếp lặp đi lặp lại. Căn hộ của anh dường như bị một lời nguyền làm cho nó thay đổi một cách ma quái. Điện thoại bị cắt, hàng xóm không nghe được anh gọi, cửa sổ bị gắn chặt bởi một thế lực huyền bí còn cửa chính bị những vòng xích đan kín khóa chặt, trên đó ghi dòng chữ: "Đừng ra ngoài, Walter!". Trong khi cố gằng tìm kiếm lối thoát trong tuyệt vọng, Henry phát hiện một lỗ thủng trong phòng tắm, có vẻ đó là lối thoát duy nhất. Thế nhưng thật sự cuộc đi tìm lối thoát ra khỏi căn phòng bí ẩn 302 lại là một hành trình nguy hiểm và khủng khiếp hơn những gì Henry có thể tưởng tượng.
Lỗ hổng dẫn Henry vào một thế giới khác (Otherworld), trong thế giới này anh chứng kiến bốn cái chết của Cynthia Velázquez, Jasper Gein, Andrew DeSalvo và Richard Braintree, họ đều bị sát hại và bị khắc những con số bí ẩn lần lượt là 16/21, 17/21, 18/21 và 19/21 trên cơ thể. Trở về thế giới thực, Henry nghe radio báo tin những vụ giết người đó cũng đã xảy ra. Qua quyển nhật ký để lại của phóng viên Joseph Schreiber, chủ nhân trước của căn hộ 302 bị mất tích bí ẩn, Henry biết được về Walter Sullivan, một tên giết người hàng loạt đã sát hại mười người và lấy đi trái tim của họ cách đây mười năm tại hai thành phố South Ashfield và Silent Hill. Mười nạn nhân đầu tiên của hắn lần lượt là Jimmy Stone, Bobby Randolph, Sein Martin, Steve Garland, Rick Albert, George Rosten, Billy Locane, Miriam Locane, William Gregory và Eric Walsh. Sau khi gây án, Walter đều khắc những con số lên cơ thể nạn nhân, hắn bị bắt nhưng đã tự tử ngay sau đó. Những năm sau cái chết của Walter và trước khi Hennry dọn đến căn phòng 302, cảnh sát tiếp tục phát hiện thêm ba xác chết của Peter Walls, Sharon Blake và Toby Archbolt cũng với những con số bí ẩn khắc trên cơ thể họ. Rõ ràng những con số được khắc trên cơ thể các nạn nhân Henry gặp trong Otherworlds có sự tương tự với cách thức gây án (modus operandi) của Walter.

Henry và Eileen đụng độ hồn ma của Cynthia.

Henry tiếp tục dẫn thân vào Otherworld, cùng người đồng hành là cô gái trẻ Eileen Galvin sống một mình ở phòng bên. Họ đã gặp linh hồn Joseph hiện về trên trần của căn phòng 302, và Joseph đã hé lộ nhiều điều về Walter. Walter sinh ra trong chính căn phòng 302 và bị cha mẹ đẻ bỏ rơi ngay lúc mới sinh. Người quản lý tòa chung cư Frank Sunderland (cha của nhân vật chính James Sunderland trong Silent Hill 2) phát hiện ra đứa bé và mang nó đến bệnh viện. Sau đó Walter được nhận nuôi bởi trại trẻ Wish House (Wish House Orphanage) của giáo hội The Order nằm ở cánh rừng ngoại ô Silent Hill. Ở đây Walter bị nhồi nhét vào đầu những ý tưởng và nghi lễ bệnh hoạn, Walter tin rằng căn phòng 302 nơi hắn sinh ra chính là "mẹ" của mình. Bởi thế mà Frank vẫn thường thấy cậu bé Walter quay trở lại South Ashfield thăm "mẹ". Khi trưởng thành, Walter quyết định đánh thức "mẹ" dậy bằng cách thực hiện Nghi Lễ 21 Sacraments, cần phải giết 21 người. Những con số bí ẩn khắc trên người những nạn nhân xấu số chính là thứ tự chết của họ. Sau khi giết mười nạn nhân đầu tiên và moi tim của họ (Ten Hearts), Walter đã thực hiện nghi lễ Holy Assumption cho phép hắn biến thành nạn nhân thứ 11 (Holy Assumption) bằng cách tự tử nhưng vẫn sống trong thế giới riêng Otherworlds do hắn tạo ra. Bóng ma Walter trở lại để thực hiện tiếp những vụ giết người thứ 12 (Void), 13 (Darkness) và 14 (Gloom). Joseph chính là nạn nhân thứ 15 (Despair), bốn người mà Henry đã gặp trong Otherworlds lần lượt là nạn nhân thứ 16 (Temptation), 17 (Source), 18 (Watchfulness) và 19 (Chaos). Trước khi biến mất, Joseph bảo rằng Eileen chính là nạn nhân thứ 20 (The Mother Reborn) và Henry là nạn nhân cuối cùng, thứ 21 (Receiver of Wisdom). Cách duy nhất để kết thúc cơn ác mộng là giết chết Walter và cắt đứt nghi lễ của hắn. Họ còn khám phá ra rằng bố Walter chưa bao giờ muốn có hắn trên đời, ông ta đã bắt mẹ Walter bỏ rơi đứa trẻ. Sau đó, Henry và Eileen bị dẫn tới một căn hầm bí mật, anh nhận ra Eileen đã bị ám và đang đi một cách vô thức về phía cỗ máy giết người giữa căn phòng. Henry lao vào cuộc chiến với Walter để cứu Eileen và cũng là cứu chính mình.

#### Đoạn kết
Như thường lệ, Silent Hill sẽ có nhiều đoạn kết tùy thuộc vào người chơi đạt được đến đâu các yêu cầu trong game. Silent Hill 4: The Room có bốn cái kết (không có kết thúc đùa).
- Escape (Giải Thoát) là phần kết đẹp nhất. Walter bị Henry đánh bại, hắn gục xuống, giơ tay phải lên và gọi "mẹ" rồi chết. Căn phòng bắt đầu rung chuyển, Eileen vẫn còn sống. Henry gọi tên Eileen và đưa tay về phía cô. Màn hình chuyển sang cảnh cảnh đứa bé Walter đang gõ cửa phòng 302 và kêu "mẹ" cho nó vào phòng, sau đó đứa bé gục xuống trước cửa phòng 302 rồi biến mất, cửa phòng 302 cũng từ từ mở ra, ngụ ý rằng Walter đã không thể trở về bên "mẹ". Sau đó màn hình lại chuyển về cảnh Henry đang khập khiểng đi ra xa khỏi khu chung cư, anh nhìn lại rồi bước tiếp, miêng khẽ nhắc tên Eileen. Ngày hôm sau anh đến bệnh viện thăm Eileen với đóa hoa trên tay, cô tươi cười nói đùa với anh rằng chắc cô phải tìm một nơi ở mới.
- Mother (Mẹ). Phần kết này giống như Escape cho đến đoạn Henry vào thăm Eileen ở bệnh viện. Tuy nhiên lần này cô nói với Henry là cô sẽ quay lại khu chung cư South Ashfield Heights. Sau đó người chơi sẽ thấy căn phòng 302 bám đầy máu và rỉ sét. Ngụ ý rằng cả Eileen và căn phòng vẫn còn bị ám và mọi chuyện vẫn còn là một dấu hỏi lớn.
- Eileen's Death (Cái Chết Của Eileen). Phần kết này giống hai phần kết trên cho đến đoạn đứa bé Walter gục xuống bên cửa căn phòng 302 rồi biến mất và cánh cửa từ từ mở ra. Sau đó Henry tỉnh dậy trên giường, anh nghe trên radio báo tin là Eileen đã chết. Anh đau khổ gục xuống kêu tên cô.
- 21 Sacraments (Nghi Lễ 21 Sacraments). Đây là phần kết không có hậu nhất nhưng được nhiều phê bình đánh giá là thú vị nhất. Walter gục xuống, giơ tay phải lên và gọi "mẹ" rồi nằm bất động. Henry nhìn chằm chằm vào hắn rồi bất ngờ một cơn đau khiến anh quỳ xuống, tay ôm đầu. Sau đó anh đứng lên, như thể anh cũng đã bị ám. Màn hình chuyển sang cảnh đứa bé Walter nằm trên ghế dài trong căn phòng 302 bám đầy máu và rỉ sét. Đứa bé nói khẽ rằng: "Mẹ ơi! Con về nhà rồi, con sẽ không để bất cứ ai cản đường con nữa, con sẽ ở bên mẹ mãi mãi!". Radio báo tin Eileen, Henry, Frank và nhiều người khác được tìm thấy đã chết trong khi Walter lớn đứng bất động trong căn phòng.

Phần kết đầu tiên thể hiện nghi lễ 21 Sacraments của Walter bị cắt đứt hoàn toàn ở nạn nhân thứ 20 là Eileen (Eileen và Henry đều không chết), phần kết thứ hai để lại một kết thúc mở khi người chơi không rõ nghi lễ đã thực sự chấm dứt hay chưa, ở phần kết thứ ba thì nghi lễ bị cắt đứt ở nạn nhân cuối cùng là Henry (Eileen bị giết), và ở phần kết cuối thì nghi lễ đã thành công khi cả Eileen và Henry đều bị giết và Walter đã trở về được bên "mẹ" của hắn, căn phòng 302.

## Cách chơi

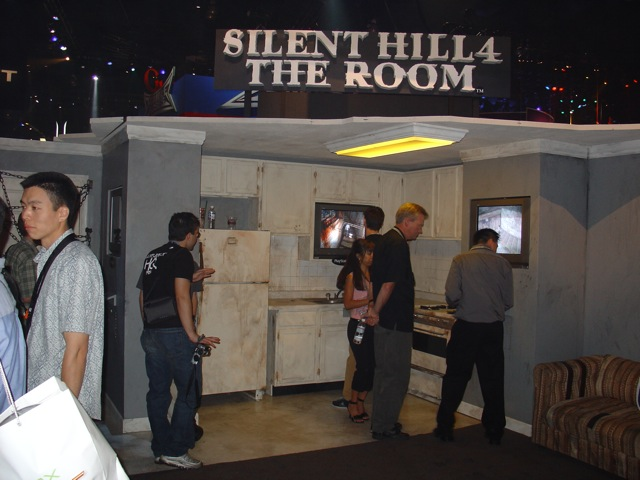
Thử nghiệm Silent Hill 4: The Room tại Triển lãm Electronic Entertainment Expo 2004.

Silent Hill 4: The Room đã thay đổi nét đặc trưng của mình từ việc thay đổi địa điểm đến cách chơi (gameplay), phiên bản mới lần này có một số thay đổi nhỏ về mặt cấu trúc có thể làm người chơi hơi bỡ ngỡ.
Game đã được bổ sung một góc nhìn ở ngôi thứ nhất khi người chơi đang ở trong phòng 302 và sẽ chuyển trở lại ngôi thứ ba quen thuộc sau khi người chơi đã ra khỏi phòng và chiến đấu. Trong suốt quá trình chơi thì người chơi phải quay lại căn phòng 302 nhiều lần để tìm các manh mối và quan trọng hơn đây là chỗ save game duy nhất. Góc nhìn thứ nhất sẽ giúp người chơi nhìn rõ các đồ vật hơn vì căn phòng sẽ có những thay đổi đáng kể.
Ngoài ra, ở các bản trước, người chơi có thể tạm dừng để sử dụng bình bơm thêm máu. Tuy nhiên trong Silent Hill 4: The Room người chơi phải vừa bơm máu vừa phải chiến đấu, điều này khiến người chơi sẽ gặp khó khăn hơn. Vũ khí trong game chủ yếu là cận chiến (melee), súng hiếm hơn. Những loại vũ khí cận chiến này sẽ bị hỏng sau một thời gian sử dụng, buộc người chơi phải thay đổi vũ khí khác. Giống như việc bơm máu, người chơi phải vừa chơi vừa đổi vũ khí. Một điều nữa là với vũ khí cận chiến người chơi có thể "tụ" rồi mới ra đòn sẽ khiến quái vật mất một lượng máu lớn hơn.
Quái vật trong series game Silent Hill luôn ẩn chứa một điều gì đó, có thể là những tội lỗi trong quá khứ, sự sợ hãi, ức chế, nỗi khát khao hay cái chết. Những con quái vật trong game thường liên quan đến Walter, ví dụ như Wall Man, Gum Head hay Sniffer Dog thể hiện những nỗi sợ hãi của Walter lúc bé, Twin Victims tượng trưng cho hai đứa trẻ sinh đôi xấu số Billy và Miriam Locane bị Walter sát hại một cách dã man, Conjurer tượng trưng cho sự trở về với "mẹ" hay con trùm The One Truth, một trong những con trùm hiếm hoi trong game, là người bảo vệ "mẹ" của Walter.

## Phát triển

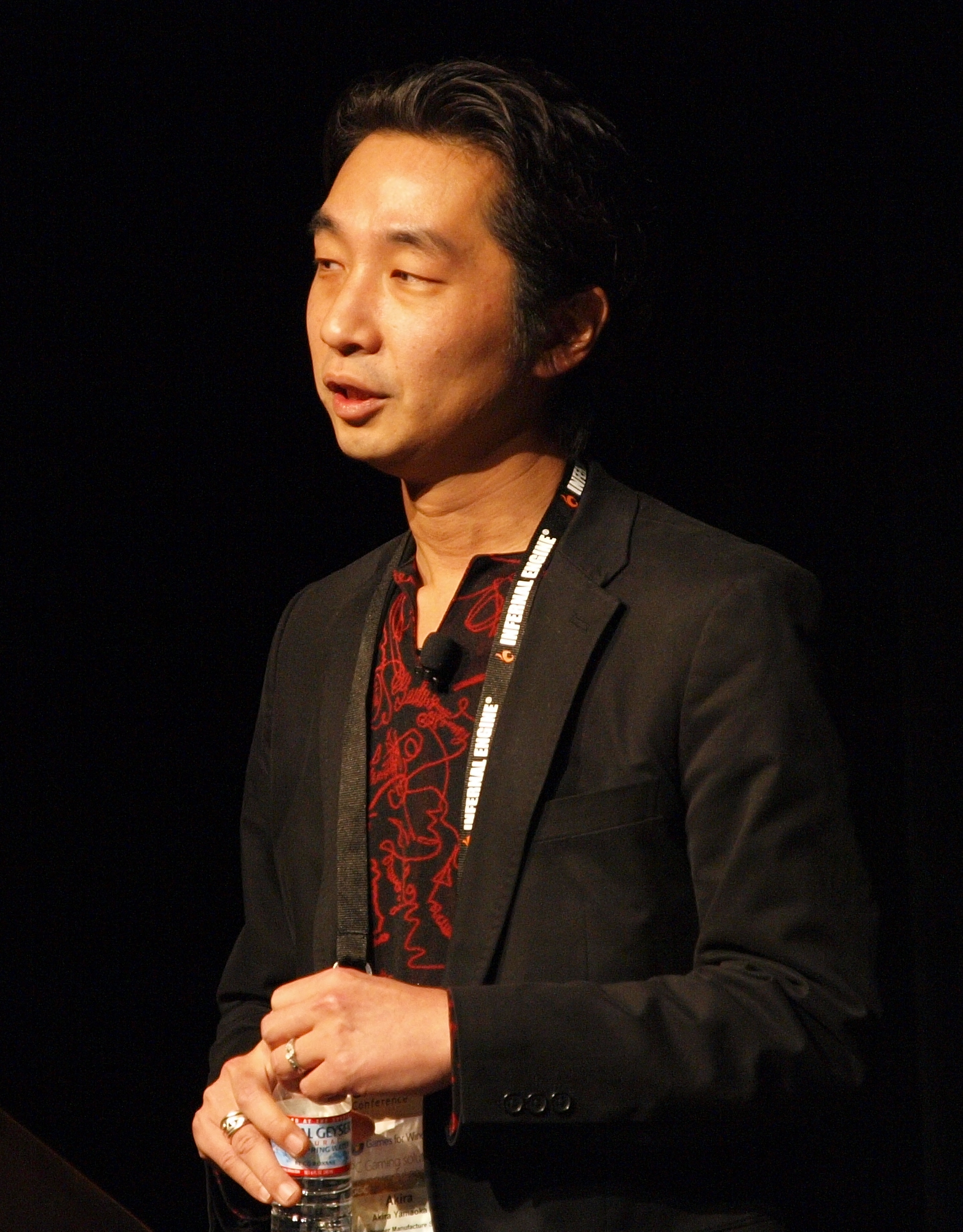
Akira Yamaoka

### Âm thanh & nhạc game
Toàn bộ hệ thống âm thanh và âm nhạc trong game làm cùng một lúc với game và được đánh giá cao, góp phần tạo nên không khí rùng rợn trong game. Phần nhạc được viết bởi Akira Yamaoka, nhạc sĩ chính của bảy phần Silent Hill, và được trình bày bởi Mary Elizabeth McGlynn, giọng ca quen thuộc trong series game kinh dị này, cùng với Joe Romersa. Các bài hát nổi tiếng trong Silent Hill 4: The Room có thể kể đến là "Room of Angel", "Waiting for You" và "Your Rain".

## Tiếp nhận
Sự thành công của ba phiên bản Silent Hill trước khiến nhiều người rất mong chờ Silent Hill 4: The Room. Khi game phát hành chính thức đã thu hút nhiều sự quan tâm như của CNN, BBC hay The Times cũng như cộng đồng người chơi. Silent Hill 4: The Room nhận một số phê bình như là thiếu đi những màn mang tính đánh đố, quá ít màn đấu trùm cũng như tập trung hơi nhiều vào yếu tố hành động. Ngoài ra game còn thiếu đi một số thứ đắc trưng trong series game kinh dị này có thể kể đến là màn sương mù huyền ảo, đèn pin và kết thúc đùa như đĩa bay (UFO) của người ngoài hành tinh (ET) bắt nhân vật chính đi hay có một chú chó đứng sau điều khiển tất cả. Cốt truyện, âm nhạc và đồ họa của game cũng nhận được những lời khen ngợi.
1UP.com gọi đây là một bước lùi của Konami trong khi GameSpot vẫn đánh giá khá cao không khí kinh dị trong game. GameRankings đánh giá bản Silent Hill 4: The Room dành cho PS2 số điểm là 76,13% dựa trên 55 phiếu, bản cho Xbox là 73,16% dựa trên 43 phiếu và bản dành cho PC là 70,35% dựa trên 20 phiếu. Trong khi đó Metacritic đánh giá bản cho PS2 76/100 điểm dựa trên 54 phiếu, bản cho Xbox là 76/100 dựa trên 43 phiếu và bản cho PC là 67/100 dựa trên 20 phiếu.